# Farleigh
Farleigh är en by i civil parish Chelsham and Farleigh, i distriktet Tandridge, i grevskapet Surrey i England. Byn är belägen 6 km från Caterham. Farleigh var en civil parish fram till 1965. Civil parish hade 80 invånare år 1951. Byn nämndes i Domedagsboken (Domesday Book) år 1086, och kallades då Ferlega.